# Omkoiana aculeata
Omkoiana aculeata är en insektsart som beskrevs av Sänger och Brigitte Helfert 2002. Omkoiana aculeata ingår i släktet Omkoiana och familjen vårtbitare. Inga underarter finns listade i Catalogue of Life.